# Grad (vinkelenhet)

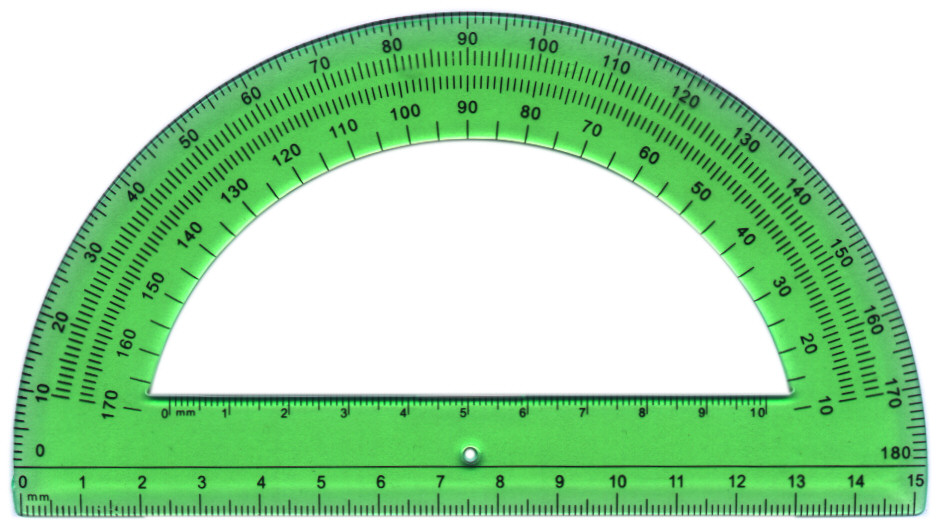
Gradskiva

En grad är en enhet för att ange storleken på en plan vinkel. En grad, ofta skriven 1°, representerar {\displaystyle 1/360} av en full rotation.
När vinkeln används i samband med sfäriska koordinater indikeras ett läge längs en cirkelbåge över en sfär (såsom Jorden, Mars eller stjärnhimlen).

## Historia
Talet 360 antogs troligtvis på grund av antalet dagar under ett år.[källa behövs] Primitiva kalendrar, såsom den Persiska kalendern använde 360 dagar för att representera ett år. Man hade troligen kommit fram till detta tal genom att observera stjärnorna rotera kring Polstjärnan. Dessa bildade en cirkel genom att röra sig en grad per dag. Dess applicering till vinkelmätningen inom geometrin kan möjligtvis spåras till Thales  som populariserade geometrin bland grekerna och som levde i Anatolien (dagens västra Turkiet) bland folk som handlade med Egypten och Babylon.
Vinkelenheten "grad" och dess underindelningar är det enda måttet som används idag som inte har ett mellanrum mellan talet och dess enhetssymbol: till exempel skriver man 15° 30', inte 15 ° 30 '. (Observera att detta inte gäller gradtecken vid temperaturangivelse; då skriver man exempelvis 15 °C, inte 15° C eller 15°C.)

## Ytterligare rättfärdigande
360 är redan jämnt delbart: 360 har 24 delare (inklusive 1 och 360), inklusive varje tal från 1 till 10 utom 7. För att antalet grader i en cirkel ska kunna vara delbart med varje nummer från 1 till 10 skulle det behöva finnas 2520 grader i en cirkel, vilket är ett mera opraktiskt tal.
I många praktiska tillämpningar är ett helt gradtal ett tillräckligt litet mått för att man skall uppnå tillräcklig noggrannhet. När detta inte är fallet, såsom inom astronomin eller för latituder och longituder på jorden så kan gradmätningarna skrivas med decimaler, där den traditionella sexagesimala enhetsindelningen är den vanligaste förekommande. En grad delas in i 60 bågminuter och en bågminut in i 60 bågsekunder. Dessa enheter representeras av symbolerna enkelt och dubbelt prim, eller ifall nödvändigt, med enkelt och dubbelt citationstecken: till exempel, 40,1875° = 40° 11' 15".  Ifall ännu större noggrannhet krävs så används vanligtvis decimalindelning av bågsekunden, istället för tredjedelar av 1／60 sekund, fjärdedelar av 1／60 av en tredjedel o.s.v.. Dessa (sällan använda) underindelningar skrevs genom att använda det romerska talsystemets tecken för talet sextiondelar i upphöjt läge: 1I för ett "prim" (en bågminut), 1II för en bågsekund, 1III för en tredjedel, 1IV för en fjärdedel o.s.v.. Därifrån kan härledas de moderna symbolerna för bågens minuter och sekunder. Ofta används även "decimalgrader" (ej att förväxla med nygrader nedan), vilket innebär att gradtalet anges som ett vanligt  decimaltal ned till den noggrannhet som krävs. Denna vinkelenhet stöds av de flesta vetenskapliga kalkylatorer, då oftast kallad mode deg.

## Radianer
Inom matematiken används sällan grader, eftersom den 360-gradiga cirkelns bekvämlighetsindelning inte är så viktig. Av olika anledningar föredrar matematiker vanligtvis att använda radianer (symbol: rad, en vinkel som motsvarar en båge av en cirkel, vars båglängd motsvarar cirkelns radie (i motsats till dess kurvradie eller bågradie). Därigenom motsvarar 180° = π rad, 1° ≈ 0.0174533 rad och 1 rad ≈ 57,29578°. Radianen är även Internationella måttenhetssystemets vinkelenhet. Denna vinkelenhet stöds av de flesta vetenskapliga kalkylatorer, då oftast kallad mode rad.
En vinkel angiven i grader kan räknas om till radianer enligt formeln 
radianer = grader*π/180
En vinkel angiven i radianer kan räknas om till grader enligt formeln 
grader = radianer*180/π

## Metriska "nygrader"
I och med metersystemets införande gjordes ett försök att modifiera gradsystemet så att det också byggde på decimaltal (10-tal). Man skapade då en "nygrad" (gon), där antalet decimalgrader i en rät vinkel skulle vara 100 och en full cirkel ha 400 grader. Ibland kallas denna enhet "decimalgrader", men det bör undvikas eftersom ordet har en betydelse även för vanliga grader. Denna idé fick inte fick så stort genomslag, förutom inom lantmäteriet och i många militära applikationer. Vinkelfunktion stöds dock av de flesta vetenskapliga kalkylatorer, då oftast kallad mode gra eller mode gon.
En vinkel angiven i grader kan räknas om till nygrader enligt formeln 
nygrader = grader*10/9
En vinkel angiven i nygrader kan räknas om till grader enligt formeln 
grader = nygrader*0.9